# Literatura pro děti a mládež
Literatura pro děti, literatura pro děti a mládež (LPDM) neboli dětská literatura je část literatury určená dětskému a mladému čtenáři, která svoji úpravou a obsahem knih přispívá k mentální, etické a estetické výchově čtenáře a je jim uzpůsobena. Má dvě hlavní větve - literaturu pro děti (zhruba 6-12 let) a literaturu pro mládež či dospívající (12-18 let), mezi nimiž je znatelný předěl co do formy i tematiky.
Rozlišují se intencionální literatura pro děti, která je psána pro dětského čtenáře záměrně, a neintencionální literatura pro děti, která byla psaná původně pro dospělé, ale dnes ji čtou děti (např. J. Verne, bratři Grimmové, H. Ch. Andersen, J. Swift, D. Defoe, W. Scott, K. May, v české literatuře - B. Němcová, K. J. Erben). Může probíhat i opačný proces – např. dětem původně určené Jiráskovy Staré pověsti české byly značně oblíbené i mezi dospělými.
Vliv literatury na dítě je nenahraditelný. U dítěte se poslechem čtených příběhů a později jejich vlastní četbou probouzí obrazotvornost, cit pro jazyk, dochází k rozšiřování slovní zásoby. Jde o prostředek, jak dítě nenásilně vzdělávat a nutit ho k přemýšlení. Dítě si zároveň vštěpuje estetické a především mravní zásady a hodnoty.

## Rozdělení podle věku
- 3-6 let (předškolní věk) - leporela, omalovánky, říkadla, hádanky, příběhy (nejlépe se zvířaty).
- 6-11 let (mladší školní věk) - pohádky, povídky ze života dětí, příběhy z přírody, dobrodružné texty, rytmické verše.
- 11-15 let (školní věk) - dobrodružná literatura (western, indiánky), encyklopedie, dívčí romány.

## Historie literatury pro děti v Českých zemích
Až do romantismu děti četly vybraná díla z literatury pro dospělé, případně čerpaly z lidové slovesnosti. Preromantický a romantický zájem o lidovou slovesnost byl podnětem ke vzniku literatury pro děti. První pohádkové sbírky byly psány pro dospělé, měly zachytit a sdělit hodnoty lidové slovesnosti. Literatura pro děti se v českém prostředí objevuje poprvé ve 14. století, kdyTomáš Štítný ze Štítného sepsal Řeči besední, určené primárně dětem. Do 18. století se dětská literatura omezovala na osamělé počiny jednotlivých nepočetných tvůrců a měla spíše nauční charakter, k tomuto typu patří Orbis pictus Jana Ámose Komenského.. To se změnilo zavedením povinné školní docházky, která si vyžádala vznik učebnic, encyklopedií pro děti a vydávání mravoučných příběhů a tzv. adaptací – pro děti zjednodušených textů, překládaných převážně z němčiny, ale i jiných jazyků (jednou z nich je dětský Robinson Crusoe).
Jan Amos Komenský vytvořil první obrazovou publikaci pro děti – Orbis pictus (Svět v obrazech). Jde o několikajazyčný (česko-německo-latinský) obrazový slovník. Jeho výjimečnost spočívá v tom, že se snaží oslovit děti formou, která odpovídá jejich možnostem, což bylo v tehdejší době velmi neobvyklé.
Za zakladatele literatury pro děti v dnešním slova smyslu bývají považováni Karel Alois Vinařický a František Doucha.

## Cenzura literatury pro děti a mládež
Vzhledem k výchovné funkci tohoto druhy literatury bývají díla pro děti a mládež často předmětem cenzury. V období komunistické diktatury tak mohly být vyškrtnuty motivy, které byly považované za nevhodné (například smrt u Broučků Jana Karafiáta)[zdroj?]. Po roce 1989 pak z některých vydání starších děl mizí přímé odkazy na komunistické reálie či na skutečnosti, které odporují myšlenkám politické korektnosti či současným názorům na vývoj dítěte. Nejznámějšími případy jsou úpravy v knížkách Bohumila Říhy Honzíkova cesta či Malém Bobši Josefa Věromíra Plevy.

## Výzkum literatury pro děti a mládež
Na literaturu pro děti a mládež se v současné době upírá také pozornost vědecké veřejnosti. Výzkumníci se zabývají třeba tím, jak jsou různá témata zpodobňována v dětské literatuře. Například vědci z Pedagogické fakulty Prešovské univerzity provedli výzkum zaměřený na zpodobňování člověka s handicapem v literatuře pro děti a mládež od poloviny devatenáctého století do roku 2020.

## Seznam knih oceněných britskými cenami za literaturu pro děti a mládež, které vyšly v češtině (1990-2010)
- Almond, David - Skellig - Tajemný Skellig - Carnegie (1998) Costa Books (1998)
- Burgess, Melvin - Junk - Herák	- Carnegie (1996) Guardian (1997)
- Cottrell Boyce, Frank - Millions - Milióny - Carnegie (2004)
- Gaiman, Neil - The Graveyard book - Kniha Hřbitova - Carnegie (2010)
- Haddon, Mark - The Curious Incident of the Dog in the Night-time - Podivný případ se psem - Guardian (2003)
- McKay, Hilary - The Exiles - Bezdomovci - Guardian (1992)
- McKay, Hilary - Exiles at home - Bezdomovci opět doma - Nestle (1994)
- McKay, Hilary - Saffy's Angel - Šafránčin anděl - Costa Books (2002)
- Nicholson, William - The Wind Singer - [Ohnivý vítr. I.], Větrný zpěvák - Nestle (2000)
- Pratchett, Terry - Johnny and the Bomb - Johnny a bomba - Nestle (1996) stříbrná cena
- Pratchett, Terry - The Amazing Maurice and his Educated Rodents - Úžasný Mauric a jeho vzdělaní hlodavci - Carnegie (2001)
- Pullman, Philips - His Dark Materials : Book 1 Northern Lights - Jeho temné esence :Zlatý Kompas -Carnegie (1995) Guardian (1996)
- Pullman, Philip - Clockwork or All Wound Up - Hodinový strojek - Nestle (1997) stříbrná cena
- Pullman, Philip - Amber Spyglass - Jeho temné esence. Svazek III, Jantarové kukátko - Costa Books (2001)
- Reeve, Philip - Mortal Engines - Smrtelné Stroje - Nestle (2002)
- Rennison, Louise - Angus, Thongs and Full-Frontal Snogging - On je fakt boží! : tajné zápisky Georgie Nicolsonové - Nestle (1999) bronzová cena
- Rossof, Meg - Just In Case - S osudem v zádech - Carnegie (2007)
- Rowling, J. K. - Harry Potter and the Philosopher's Stone - Harry Potter a Kámen mudrců - Nestle (1997)
- Rowling, J. K. - Harry Potter and the Chamber of Secrets - Harry Potter a Tajemná komnata - Nestle (1998)
- Rowling, J. K. - Harry Potter and the Prisoner of Azkaban - Harry Potter a vězeň z Azkabanu - Nestle (1999) Costa Books (1999)
- Stewart, Paul a Ridell, Chris - Fergus Crane - Fergus a létající kůň - Nestle (2004)
- Stewart, Paul a Ridell, Chris - Corby Flood - Klárka a Samohybné křeslo - Nestle (2005) bronzová cena
- Stewart, Paul a Ridell, Chris - Hugo Pepper - Hugo a podivuhodné vzduchosaně - Nestle (2006) stříbrná cena
- Thompson, Kate	- The New Policeman - Nový policista - Guardian (2005) Costa Books (2005)
- Wilson, Jacqueline - Double Act - Dvojčata v průšvihu - Nestle (1995)
- Wilson, Jacqueline - Illustrated Mum - Ilustrovaná Máma - Guardian (2000)
- Wilson, Jacqueline - Lizzie Zipmouth - Líza Bublina - Nestle (2000)
- Wooding, Chris - The Haunting of Alaizabel Cray - Přízračný svět Alaizabel Crayové - Nestle (2001) stříbrná cena

## Seznam autorů
- Hans Christian Andersen
- James Matthew Barrie
- Petra Braunová
- Kir Bulyčov
- Lewis Carroll
- Carlo Collodi
- Karel Jaromír Erben
- František Flos
- Jaroslav Foglar
- Kenneth Grahame
- Robert Graves
- Bratři Grimmové
- James Hogg
- Jan Karafiát
- Rudyard Kipling
- Erich Kästner
- Clive S. Lewis
- Josef Lada
- Astrid Lindgrenová
- Jack London
- Jiří Macoun
- Karel May
- Alexander A. Milne
- Ferenc Molnár
- František Nepil
- Božena Němcová
- Charles Perrault
- Josef Věromír Pleva
- Terry Pratchett
- Joanne Rowlingová
- Bohumil Říha
- Andrzej Sapkowski
- Ondřej Sekora
- Henryk Sienkiewicz
- Robert Louis Stevenson
- Eduard Štorch
- J. R. R. Tolkien
- Mark Twain
- Jules Verne
- Frank Wenig
- Jan Wenig